# 秋奈るい
秋奈 るい（あきな るい、2月9日 - ）は、宝塚歌劇団宙組に所属する男役。宙組副組長。
大阪府箕面市、百合学院高等学校出身。身長169cm。愛称は「なっつ」。

## 来歴
2009年、宝塚音楽学校入学。
2011年、音楽学校卒業後、宝塚歌劇団に97期生として入団。入団時の成績は15番。星組公演「ノバ・ボサ・ノバ／めぐり会いは再び」で初舞台。
2012年、組まわりを経て宙組に配属。
2023年6月12日付で宙組副組長に就任。

## 主な舞台

### 初舞台
- 2011年4 - 5月、星組『ノバ・ボサ・ノバ』『めぐり会いは再び』（宝塚大劇場のみ）

### 組まわり
- 2011年7 - 10月、月組『アルジェの男』『Dance Romanesque（ダンス ロマネスク）』

### 宙組時代
- 2012年4 - 7月、『華やかなりし日々』『クライマックス』
- 2012年8 - 11月、『銀河英雄伝説@TAKARAZUKA』 - 新人公演：ケンプ（本役：蒼羽りく）
- 2013年1月、『逆転裁判3 検事マイルズ・エッジワース』（ドラマシティ・日本青年館）
- 2013年3 - 6月、『モンテ・クリスト伯』『Amour de 99!!-99年の愛-』
- 2013年7 - 8月、『うたかたの恋』 - ヘルマン『Amour de 99!!-99年の愛-』（全国ツアー）
- 2013年9 - 12月、『風と共に去りぬ』
- 2014年2月、『ロバート・キャパ 魂の記録』『シトラスの風II』（中日劇場）
- 2014年5 - 7月、『ベルサイユのばら-オスカル編-』 - 新人公演：ジャン（本役：桜木みなと）
- 2014年8 - 9月、『ベルサイユのばら-フェルゼンとマリー・アントワネット編-』（全国ツアー） - アルマン
- 2014年11 - 2015年2月、『白夜の誓い -グスタフIII世、誇り高き王の戦い-』 - イサーク／ミルヴェーデン、新人公演：ロビン（本役：星吹彩翔）／アデルクランツ（本役：美月悠）『PHOENIX 宝塚!!-蘇る愛-』
- 2015年3 - 4月、『TOP HAT』（梅田芸術劇場・赤坂ACTシアター） - 運転手（ジョン）
- 2015年6 - 8月、『王家に捧ぐ歌』 - 新人公演：エチオピアの戦士（本役：星吹彩翔）
- 2015年10 - 11月、『メランコリック・ジゴロ』 - クロード『シトラスの風III』（全国ツアー）
- 2016年1 - 3月、『Shakespeare〜空に満つるは、尽きせぬ言の葉〜』 - 新人公演：パーリー卿ウィリアム・セシル（本役：凛城きら）『HOT EYES!!』
- 2016年5月、『王家に捧ぐ歌』（博多座） - エジプトの戦士（伝令）
- 2016年7 - 10月、『エリザベート-愛と死の輪舞（ロンド）-』 - 黒天使、 新人公演：シュヴァルツェンベルク侯爵（本役：美月悠）
- 2016年11 - 12月、『双頭の鷲』（バウホール・KAAT神奈川芸術劇場） - パパラッチ
- 2017年2 - 4月、『王妃の館-Château de la Reine-』 - 新人公演：下田浩治（本役：寿つかさ）『VIVA! FESTA!』
- 2017年6月、『A Motion（エース モーション）』（梅田芸術劇場・文京シビックホール）
- 2017年8 - 11月、『神々の土地』 - 近衛騎兵将校イズマイロフ／客、新人公演：ニコライ二世（本役：松風輝）『クラシカル ビジュー』
- 2018年1月、『WEST SIDE STORY』（東京国際フォーラム） - アンクシャス
- 2018年3 - 6月、『天（そら）は赤い河のほとり』 - 囚人／ヒッタイト兵『シトラスの風-Sunrise-』
- 2018年7 - 8月、『WEST SIDE STORY』（梅田芸術劇場） - インディオ
- 2018年10 - 12月、『白鷺（しらさぎ）の城（しろ）』『異人たちのルネサンス』
- 2019年2 - 3月、『群盗-Die Räuber-』（ドラマシティ・日本青年館） - シュピーゲルベルク
- 2019年4 - 7月、『オーシャンズ11』 - 記者／刑事
- 2019年8 - 9月、『追憶のバルセロナ』 - オリバレス『NICE GUY!!』（全国ツアー）
- 2019年11 - 2020年2月、『El Japón（エル ハポン）-イスパニアのサムライ-』 - 久次『アクアヴィーテ（aquavitae）!!』
- 2020年8月、『壮麗帝』（ドラマシティ） - イスマーイール／軍高官
- 2020年11 - 2021年2月、『アナスタシア』 - 闇商人
- 2021年4月、『Hotel Svizra House ホテル スヴィッツラ ハウス』（東京建物 Brillia HALL） - ロルフ・ド・ノルドリンク／ゲオルク・シュナイダー
- 2021年6 - 9月、『シャーロック・ホームズ-The Game Is Afoot!-』 - トリローニー・ホープ『Délicieux（デリシュー）!-甘美なる巴里-』
- 2021年11 - 12月、『プロミセス、プロミセス』（ドラマシティ・東京建物 Brillia HALL） - ドクター
- 2022年2 - 5月、『NEVER SAY GOODBYE』 - デイヴ／ラモン
- 2022年6 - 7月、『カルト・ワイン』（東京建物 Brillia HALL・ドラマシティ） - トミー・ケスラ
- 2022年8 - 11月、『HiGH&LOW-THE PREQUEL-』 - AIZAWA『Capricciosa（カプリチョーザ）!!』
- 2023年1月、『夢現（ゆめうつつ）の先に』（バウホール） - 店長トーマス
- 2023年3 - 6月、『カジノ・ロワイヤル〜我が名はボンド〜』 - ビル・ターナー部長／ディーラー
- 2023年7 - 8月、『大逆転裁判』（ドラマシティ・KAAT神奈川芸術劇場） - ハート・ヴォルテックス
- 2023年9月、『PAGAD（パガド）』 - ルイ15世『Sky Fantasy!』（宝塚大劇場のみ）
- 2024年6 - 8月、『Le Grand Escalier-ル・グラン・エスカリエ-』
- 2024年10月、『MY BLUE HEAVEN-わたしのあおぞら-』（バウホール） - 三浦利一（宮司）
- 2025年1 - 4月、『宝塚110年の恋のうた』『Razzle Dazzle（ラズル ダズル）』 - フランク
- 2025年6 - 7月、『RED STONE』（KAAT神奈川芸術劇場・ドラマシティ） - フィリップ
- 2025年9 - 2026年1月、『PRINCE OF LEGEND／BAYSIDE STAR』 - 京極正義